# 伯纳德·赫尔曼
伯纳德·赫尔曼（英語：Bernard Herrmann，1911年6月29日—1975年12月24日），美国电影配乐作曲家。1941年因《黑夜煞星》（The Devil and Daniel Webster）一片配乐获得奥斯卡最佳原创音乐奖。1958年他为影片《迷魂记》谱写的配乐，被列入《AFI百年百大电影配乐》。他配曲的著名影片还有《公民凯恩》、《西北偏北》、《出租车司机》等。

## 早年生活
伯納德生於一個中產猶太家庭，祖先由俄羅斯移居美國。他在紐約市出生，本名馬克斯·赫爾曼（Max Herman），中學時在德威特克林頓高中求學。他的父親自小鼓勵他學習小提琴和歌劇。他13歲已經贏得作曲獎。之後，決定日後在音樂上發展，並且考進了紐約大學，師從著名音樂人帕西·葛人傑及菲利普·詹姆斯。20歲時獲茱莉亞學院收錄。他在那裏組織了自己的管弦樂團－「New Chamber Orchestra of New York」。
1934年，他獲聘於哥倫比亞廣播公司，出任指揮師，兩年後便晉升至音樂總監，掌管多個電台節目的音樂環節。很快，他的事業更上一層樓，當上了哥倫比亞交響樂團的總指揮，負責向美國觀眾引介比其他指揮更多的新作品──特別是當時尚未廣為流傳的作曲家查爾斯·艾伍士（Charles Ives）。赫爾曼的音樂廣播節目，例如《邀請音樂》（Invitation to Music）和《探索音樂》（Exploring Music），不僅以非傳統的方式策劃，並且播出鮮少能在公共音樂廳中聽到的罕見音樂。罕見的音樂包括著名業餘愛好者或著名王室人物的音樂，例如：腓特烈二世，英國的亨利八世，查理一世，法國的路易十三等等。
1940年代，赫爾曼在美國播出的首演包括米亞斯科夫斯基的第22號交響曲、馬里皮耶洛的第3號交響曲、理查德·阿內爾理查‧阿內爾的第1號交響曲、埃德蒙·魯布拉的第3號交響曲和艾維斯的第3號交響曲。他演出了赫曼·哥茲、亞歷山大·格列恰尼諾夫、尼爾斯·加德和李斯特·費倫茨等作曲家的作品，並因其獨特的節目安排和對鮮為人知作曲家的支持，獲得了許多傑出的美國音樂獎項和資助。同一時期，赫爾曼自己的音樂作品被李奧波德·史托考夫斯基、約翰·巴比羅利爵士、托馬斯·比彻姆爵士和尤金·奧曼迪等著名指揮家演奏。
在哥倫比亞廣播公司工作期間，他認識了第一任的妻子露西爾·弗萊徹。這段婚姻維持了不足十年，他們育有兩名女兒。離婚後第一年，他娶了露西爾的表妹露西·安德森。第二段婚姻維持了16年，至1964年還是離婚收場。

### 傳記文學
- Cooper, David. . US: Greenwood Press. 2001. ISBN 0-313-31490-X.
- Cooper, David. . US: Scarecrow Press. 2005. ISBN 0-8108-5679-4.
- Johnson, Edward. . Rickmansworth, UK: Triad Press – Bibliographical Series No. 6. 1977.
- Radigales, Jaume: 'Wagner’s Heritage in Cinema: The Bernard Herrmann Case' In: Stoppe, Sebastian. . Glücksstadt, Germany: VWH Verlag. 2014: 45–62. ISBN 978-3-86488060-5.

### 其他文獻
- Callow, Simon. . New York, London: Jonathan Cape, Viking Press. 1995: 422. ISBN 0670867225.
- McGilligan, Patrick. . New York: Harper Perennial. 2001: 673–674. ISBN 978-0-06-098827-2.
- Smith, Steven C. . Berkeley: University of California Press. 1991. ISBN 0-520-07123-9.
- Smith, Steven C. . Berkeley and Los Angeles: University of California Press. 2002. ISBN 0520229398.
- Welles, Orson; Bogdanovich, Peter; Rosenbaum, Jonathan, Editor. . New York: HarperCollins Publishers. 1992: 56. ISBN 0-06-016616-9.

## 外部連結
- The Bernard Herrmann Estate（页面存档备份，存于）
- The Bernard Herrmann Society（页面存档备份，存于）
- 伯纳德·赫尔曼在互联网电影资料库（IMDb）上的資料（英文）
- 伯纳德·赫尔曼的Discogs页面 （英文）
- Bernard Herrmann papers（页面存档备份，存于）, at the University of California, Santa Barbara Library.
- Bernard Herrmann: The Early Years（页面存档备份，存于）
- Bernard Herrmann at Soundtrackguide.net
- Bernard Herrmann: A Celebration of his Life and Music（页面存档备份，存于） (1988 radio documentary)
- Bernard Herrmann: A Centennial Tribute（页面存档备份，存于）
- Gramophone magazine obituary（页面存档备份，存于）, February 1976.
- Citizen Kane: The Classic Film Scores of Bernard Herrmann at AllMusic
- 在Find a Grave上的伯纳德·赫尔曼
- Bernard Herrmann at 100 — CBS News (June 2011)
- Hitchcock And Herrmann（页面存档备份，存于）